# Gunung Sereng
Gunung Sereng is een bestuurslaag in het regentschap Bangkalan van de provincie Oost-Java, Indonesië. Gunung Sereng telt 4111 inwoners (volkstelling 2010).